# Canned Music
Canned Music es un EP de la banda neozelandesa Tall Dwarfs, lanzado en 1983.

## Lista de canciones[6]
Lado A
1. "Canopener" - 03:12
2. "Beauty" - 02:06
3. "This Room Is Wrong" - 03:15
4. "Walking Home" - 02:14

Lado B
1. "Turning Brown And Torn In Two" - 04:31
2. "Woman" - 03:03
3. "Shade For Today" - 01:47